# Michael Löwy
Michael Löwy (San Paolo, 6 maggio 1938) è un sociologo e filosofo francese.

## Biografia
Discendente di ebrei provenienti da Vienna, nacque e crebbe in Brasile, dove maturò le proprie simpatie socialiste a 16 anni.
Laureatosi in Scienze Sociali, nel 1961 vinse una borsa per compiere studi a Parigi, dove nel 1964 ha conseguito il dottorato presso la prestigiosa Ecole des Hautes Etudes en Sciences Sociales con una tesi sulle Teorie rivoluzionarie del giovane Marx.
In seguito si trasferì con la famiglia in Israele a Tel Aviv, ma le sue idee politiche gli causarono problemi nel mondo accademico, così nel 1968 si spostò a Manchester.
Nel 1969 fece ritorno in Francia, lavorando all'Università Paris VIII: Vincennes fino al 1978 quando fu ammesso come ricercatore al CNRS. Nel 1975 ottenne il "dottorato di Stato" presso l'università Paris V discutendo una tesi su Georg Lukács.
Nel 1981 divenne insegnante della prestigiosa École des Hautes Études en Sciences Sociales a Parigi e ciò gli ha consentito di essere invitato a tenere lezioni anche nei più prestigiosi atenei statunitensi.
Nel 1994 ricevette la Medaglia d'Argento del CNRS.

## Interessi scientifici
Nella prima parte della sua carriera ha effettuato prevalentemente studi storici e sociologici sul pensiero marxista.
Dalla metà degli anni Ottanta ha effettuato studi anche sulle relazioni fra religione e politica (con analisi del pensiero di Max Weber, Walter Benjamin e Ludwig Feuerbach).
È anche un grande conoscitore anche del pensiero di Georg Lukács oltre che di Franz Kafka.
È inoltre uno dei più grandi teorici dell'Ecosocialismo, di cui ha stilato il manifesto internazionale con Koel Kovel e su cui ha organizzato un meeting internazionale a Parigi nel 2007.

## Affinità politiche
Ha preso parte a varie edizioni del World Social Forum.
In Francia ha collaborato spesso con Olivier Besancenot, più volte candidato alle Presidenziali per la Lega Comunista Rivoluzionaria (LCR) e poi fondatore del Nouveau Parti anticapitaliste.
In Brasile ha collaborato con le aree politiche di sinistra interne al Partito dei Lavoratori (PT) di Lula.
Simpatizza con il Partito Socialismo e Libertà (PSOL), dissidente del PT. In Italia ha partecipato a numerose iniziative pubbliche di Sinistra Critica.

## Opere
- La Pensée de «Che» Guevara, Paris, Maspero, 1970
- La théorie de la révolution chez le jeune Marx, Paris, Maspero, 1970
- Lucien Goldmann ou la dialectique de la totalité, (con Sami Nair), Paris, Seghers, 1973
- Dialectique et révolution: essais de sociologie et d'histoire du marxisme, Paris, Éditions Anthropos, 1974
- Pour une sociologie des intellectuels révolutionnaires: l'évolution politique de György Lukacs, 1909-1929,  Paris, Presses universitaires de France, 1976
- Marxisme et romantisme révolutionnaire, Paris, Sycomore, 1979
- The politics of uneven and combined development. The theory of permanent revolution,  Londres, Verso Books, 1981
- Paysages de la vérité: introduction à une sociologie critique de la connaissance, Paris, Anthropos, 1985
- Ideologias e Ciencia Social, S. Paulo, Editôra Cortez, 1985
- Rédemption et utopie: le judaïsme libertaire en Europe centrale: une étude d'affinité élective, Paris, Presses universitaires de France, 1986
- Marxisme et théologie de la libération, Amsterdam, Institut International de Recherche et de Formation, 1989
- Révolte et mélancolie: le romantisme à contre-courant de la modernité, (con Robert Sayre), Paris, Payot, 1992
- L'insurrection des "Misérables": révolution et romantisme en juin 1832, (con Robert Sayre), Paris, Minard, 1992
- On Changing the World. Essays in Political Philosophy, from Karl Marx to Walter Benjamin, New Jersey-London, Humanities Press, 1993
- The War of Gods. Religion and Politics in Latin America, London, Verso Books, 1996
- Patries ou Planète? Nationalismes et internationalismes de Marx à nos jours, Lausanne, Éditions Page 2, 1997
- L'Étoile du matin: surréalisme et marxisme, Paris, Syllepse, 2000
- Walter Benjamin: avertissement d'incendie. Une lecture des thèses sur le concept d'histoire, Paris, Presses universitaires de France, 2001
- Franz Kafka, rêveur insoumis, Paris, Stock, 2004
- Sociologies et religion: approches dissidentes, (con Erwan Dianteill), Paris, Presses universitaires de France, 2006
- Messagers de la tempête: André Breton et la révolution de janvier 1946 en Haïti, (con Gerald Bloncourt), Paris, Le Temps des cerises, 2007
- Che Guevara, une braise qui brûle encore, (con Olivier Besancenot), Paris, Mille et une nuits, 2007
- Sociologies et religion: approches insolites, (con Erwan Dianteill), Paris, Presses Universitaires de France, 2009
- Écologie critique de la pub, (con Estienne Rodary, Paris, Éditions Syllepse, 2010

### Traduzioni italiane
- Il pensiero del Che Guevara. La filosofia, sociologia della rivoluzione, guerra di guerriglia, Milano, Feltrinelli, 1969
- Per una sociologia degli intellettuali rivoluzionari. L'evoluzione politica di Lukács (1909-1929), traduzione di Roberto Massari, Milano, La Salamandra, 1978
- Goldmann o la dialettica della totalità, Bolsena, Massari, 1990
- Redenzione e utopia. Figure della cultura ebraica mitteleuropea, Torino, Bollati Boringhieri, 1992
- La stella del mattino. Surrealismo e marxismo, Bolsena, Massari, 2001
- Il giovane Marx e la teoria della rivoluzione, Bolsena, Massari, 2001
- Segnalatore d'incendio, Torino, Bollati Boringhieri, 2004
- Kafka. Sognatore ribelle, Milano, Elèuthera, 2007
- Rivolta e malinconia. Il romanticismo contro la modernità, Neri Pozza, 2017
- La rivoluzione è il freno di emergenza. Saggi su Walter Benjamin, Ombre Corte 2020
- Comunismo e questione nazionale (a cura di Jacopo Custodi), Meltemi, 2021
- Ecosocialismo. L’alternativa radicale alla catastrofe capitalista, Ombre corte, 2021